# Фролов, Николай Адрианович
Никола́й Адриа́нович Фро́лов (коми Сук Парма, 14 апреля 1909, Вологодская губерния — 14 января 1987, Сыктывкар) — учёный-математик, коми национальный поэт, член Союза писателей СССР с 1940 года.

## Биография
Николай Адрианович Фролов родился в 1909 году в деревне Тентюково Усть-Сысольского уезда Вологодской губернии в бедной крестьянской семье. Отец, Адриан Михайлович, был батраком. В семье было трое детей: старший брат Владимир и сестра Людмила. Учился Николай в Тентюковской школе, затем в Усть-Сысольской школе второй ступени.

### Математик
В 1930 году окончил Пермский государственный университет. В 1930—1931 годах работал в Уральском геолого-разведочном институте (Свердловск). В 1931—1935 годах обучался в аспирантуре научно-исследовательского института математики и механики при МГУ, по окончании которой получил степень кандидата физико-математических наук (1935). Кандидатская диссертация выполнена по теме «Первая краевая задача для линейного уравнения параболического типа в случае бесконечной области» (1935).
В 1935—1938 годах возглавлял кафедру математики Коми государственного педагогического института.
С 1938 по 1955 год работал в Горьковском пединституте: был деканом физико-математического факультета, заведовал кафедрой математического анализа, а также читал лекции в Горьковском университете.
С 1955 по 1972 год работал в Московском энергетическом институте, заведовал кафедрой высшей математики. Читал лекции по курсу Математический анализ. В 1966 году присвоено учёное звание профессор.
В 1972 году открылся Сыктывкарский государственный университет, и Н. А. Фролов откликнулся на просьбы руководителей республики и СыктГУ помочь в становлении нового вуза. Он был первым заведующим математической кафедрой, организовал её работу, сам читал основные курсы, заботился о формировании педагогических кадров для университета.
В 1978 году Николай Адрианович закончил работу в вузах, и его творческие планы были связаны с литературной работой.

#### Избранные труды[3]
- Фролов Н. А. Дифференциальное и интегральное исчисление: Учеб. пособие для пед. ин-тов. — М.: Учпедгиз, 1955. — 340 с. — 40 000 экз.
- Фролов Н. А. Дифференциальное исчисление. — М., 1959. — 156 с.
- Фролов Н. А. Краткий курс высшей математики. – Ч. 1, 2. — М., 1962. — 222; 121 с. — 5000 экз.
- Фролов Н. А. Курс математического анализа: Пособие для физ.-матем. фак-тов пед. ин-тов. — М.: Учпедгиз, 1959. — Т. 1, 2. — 351 с. — 21 000 экз. || Курс математического анализа: Пособие для пед. ин-тов. — 2-е изд., перераб.. — М.: Просвещение, 1964. — Т. 1. — 334 с. — 35 000 экз. || . — М.: Учпедгиз, 1963. — Т. 2. — 359 с. — 35 000 экз.
- Фролов Н. А. Определённые и неопределённые интегралы: [Учеб. пособие]. — М., 1960. — 136 с. — 3000 экз.
- Фролов Н. А. Основы математического анализа: Учеб. пособие для студентов-заочников пед. ин-тов. — М.: Учпедгиз, 1955. — 163 с. — 20 000 экз.
- Фролов Н. А. Основы математического анализа: Учеб. пособие для студентов физ.-матем. фак-тов. — Горький, 1953. — 108 с. — 1000 экз.
- Фролов Н. А. Теория функций действительного переменного: Учеб. пособие для пед. ин-тов. — М.: Учпедгиз, 1953. — 164 с. — 15 600 экз. || . — 2-е изд. — М.: Учпедгиз, 1961. — 172 с. — 33 000 экз.

### Поэт
«Разлуки годы миновали,

И снова я в краю родном.

Привет, луга, поля и дали,

Знакомый с детства отчий дом!…

…В разлуке вспоминал всегда я

Разливы Эжвы и Выми.

Сторонка милая, родная,

Сыновий мой поклон прими!"
Печататься начал с 1927 года. Первый сборник стихов на коми языке «Тувсов кадын» («Весенние дни») издан в свет в 1941 году. Автор драмы в стихах на фольклорно-исторический сюжет «В глухой тайге» (1941).
В 1937—1938 годах являлся председателем Коми союза советских писателей, редактировал журнал «Ударник». В этот период им были написаны основные его поэтические произведения — поэма «Домна», историческая драма «Шыпича» (на коми языке), а также лирические стихотворения и переводы на коми язык стихотворений известных авторов.
Поэма «Домна» (1936) посвящена героине коми народа Домне Каликовой, отважно сражавшейся и погибшей мученической смертью в годы гражданской войны. О борьбе коми народа за освобождение от многовекового гнета рассказывает драма «Шыпича» (1939), на создание которой ушло почти 20 лет.
Были изданы поэтические сборники «На Вычегде» (1958) и «У Вычегды» (1985), в которые вошли стихотворения «Юргö парма» («Звенит парма»), «Тулыс» («Весна»), «Тувсов рытö» («Весенним вечером»), «Асыв» («Утро»), «Тувсов дзоридз» («Весенний цветок»), «Грездын гажа» («Весело в деревне») и др.
В лирических стихотворениях Николай Адрианович воспевал Север и северян, их созидательный труд. Всего им написано около 30 стихотворений. В своём творчестве он продолжил начатый поэтами 20-х годов XX века поиск новых поэтических форм, жанров лирики коми, эстетических возможностей поэтической речи и привнёс в коми литературу особую интонацию.

#### Избранные публикации
- Фролов Н. А. Тувсов кадын, Сыктывкар, 1941.
- Фролов Н. А. Эжва дорын, Сыктывкар, 1958.
- Фролов Н. А. У Вычегды [Стихи, поэма, драма в стихах]. — Сыктывкар: Коми кн. изд-во, 1985. — 80 с.[4]

## Семья
Жена — Надежда Александровна, фармацевт по образованию, домохозяйка, всю свою жизнь посвятила семье.
- сын — Юрий (р. 1937), выпускник МГУ, доктор наук, профессор математики, работает в Московском Энергетическом институте[5].

## Память
- Научная конференция студентов, аспирантов и стажёров, посвящённая памяти Н. А. Фролова: Тез. докл.. — Сыктывкар: СГУ, 1995. — 34 с. — 50 экз. — ISBN 5-87237-076-8.
- 13-14 апреля 2009 года в Сыктывкаре проходила Всероссийская конференция «Поэт, учёный, педагог», посвящённая 100-летию профессора Н. А. Фролова.
- Народным художником России Э. В. Козловым создан живописный портрет Н. А. Фролова[6].
- Фролову Николаю Адриановичу первому в Сыктывкарском Государственном университете была открыта мемориальная доска.
- Лучшие студенты — математики в Сыктывкарском Государственном университете получают стипендию имени Фролова
- Раз в два года в Сыктывкарском Государственном университете проводятся студенческие научные конференции, посвященные его памяти.

## Награды
- Почётная грамота Горьковского Комитета Обороны (1941) — за участие в строительстве оборонительных рубежей
- Медаль «За доблестный труд в Великой Отечественной войне 1941—1945 гг.» (1946)
- Орден Трудового Красного Знамени (1953)
- Юбилейная медаль «В ознаменование 100-летия со дня рождения Владимира Ильича Ленина».